# Буковє-в-Бабні Гори
Буковє-в-Бабні Гори (словен. Bukovje v Babni Gori) — поселення в общині Шмарє-при-Єлшах, Савинський регіон, Словенія.
Висота над рівнем моря: 439,3 м.